# 麥恬昕
麥恬昕（Tiffany Mak，1985年11月20日—），前香港有線電視新聞主播。
麥恬昕中學就讀於嘉諾撒聖心書院；於美國賓夕法尼亞州立大學畢業，畢業後於2009年正式加入有線新聞擔任主播。
麥恬昕於2010年1月至2016年4月中在有線新聞台報道新聞。
一向喜歡葡萄酒的麥恬昕，2013年曾經主持有線財經資訊台節目葡萄酒學院。
她透露自己曾經到過美國 Napa Valley 參觀酒莊，亦去過法國巴黎上品酒課和參觀酒滘。葡萄酒學院節目中有品酒專家傳授 “品酒初階101”。專訪環節, 還請來城中品酒界名人，詳談品酒心得。
2015年12月尾，主持還看2015系列共四集。
2016年4月12日，離開服務了6年半的新聞主播崗位，曾先後任職財經公關和在保良局任職, 於2018年11月起加入信德集團，出任集團副董事總經理何超鳳的高級私人助理。於2021年4月加入澳博控股任公關經理。